# Drente

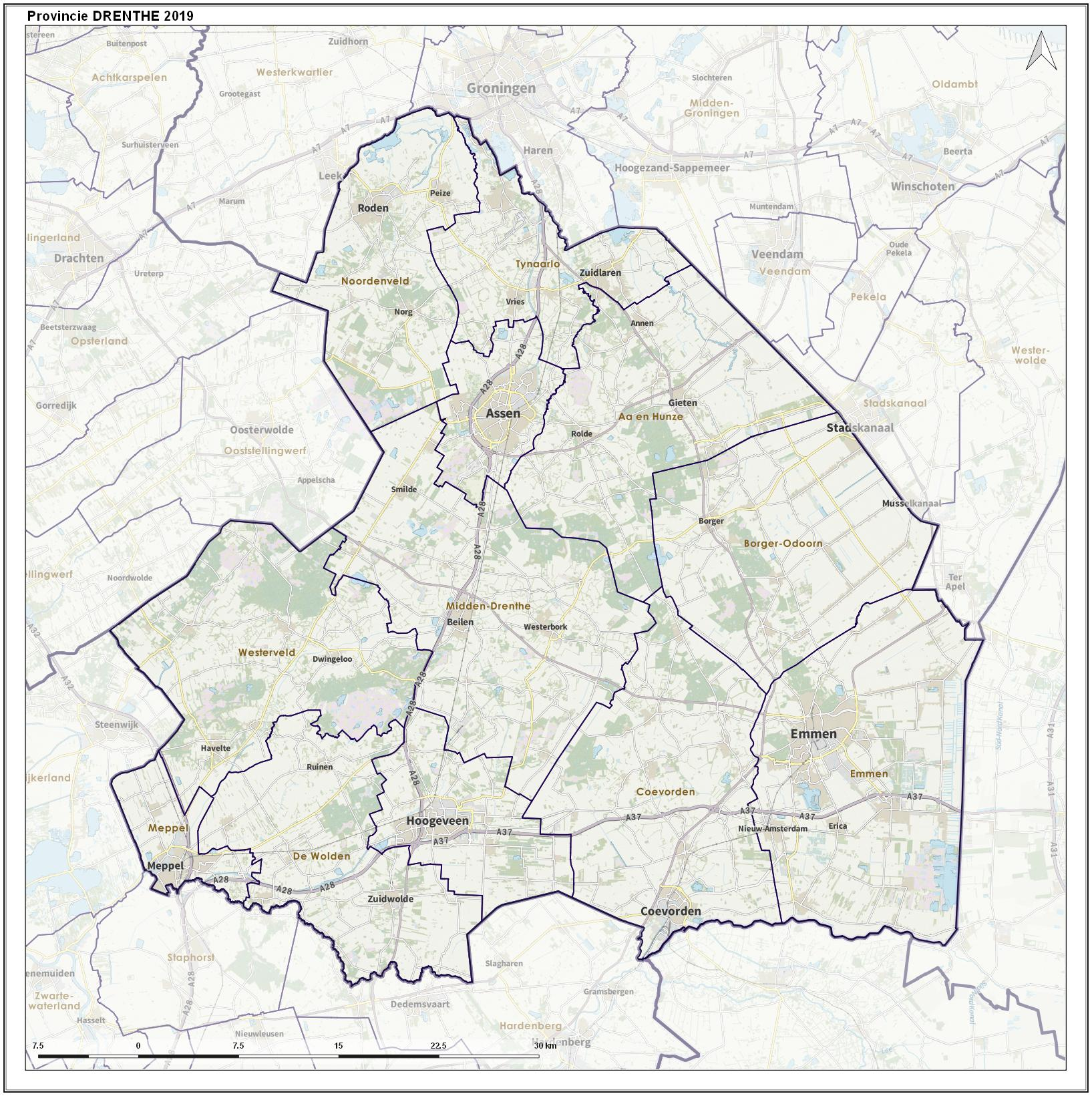
Drente

Drente (em neerlandês Drenthe) é uma província dos Países Baixos, ao sul das províncias da Frísia e de Groninga e ao norte da província de Overijssel. 
A capital da província Drente é Assen.

## História
A província tem origem no condado de Drente, formado no ano de 943. Pertenceu a Utrecht entre 1046 e 1522 e à Guéldria entre 1522 e 1594, quando se tornou uma província separada.

## Municípios (12)
Devido a reorganização no ano de 1998, o número de municípios na Drente foi reduzido a doze. A maioria dos municípios, entretanto, agora consistem de diversas vilas e cidades.

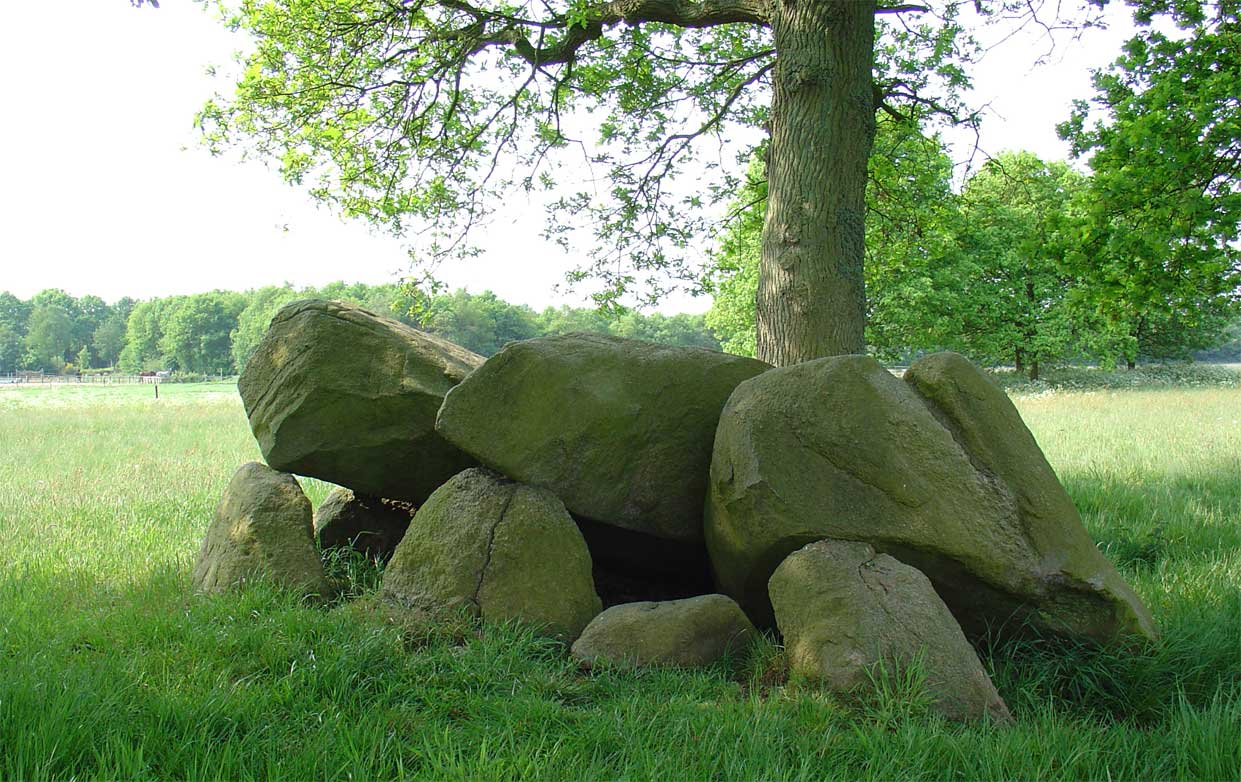
Dólmen em Drente.

|  | 1. Aa en Hunze 2. Assen 3. Borger-Odoorn 4. Coevorden 5. Emmen 6. Hoogeveen 7. Meppel 8. Midden-Drenthe 9. Noordenveld 10. Tynaarlo 11. Westerveld 12. De Wolden |

## Esportes

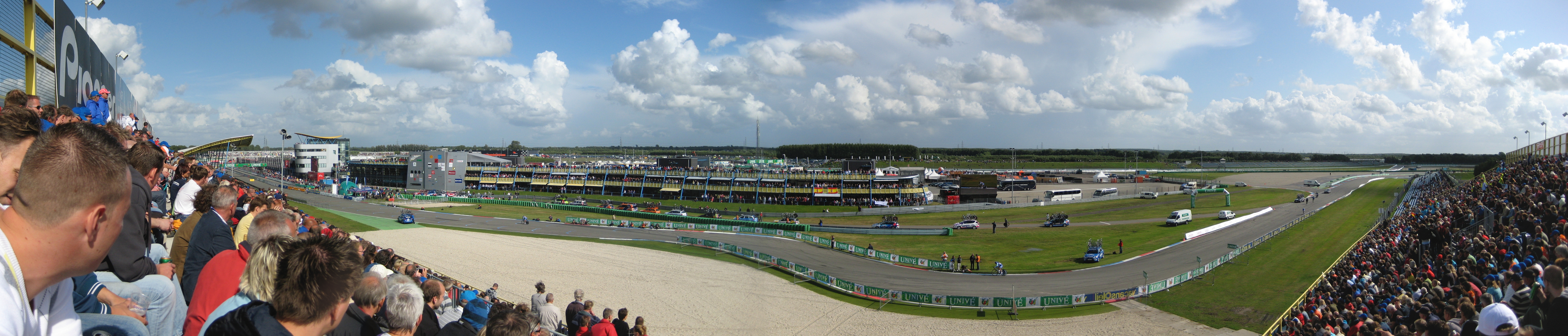
TT Circuit Assen em Assen.

O FC Emmen é o único clube de futebol profissional em Drente. Joga na Eredivisie e seu estádio é o JenS Vesting. O autódromo TT Circuit Assen é um dos mais prestigiados da MotoGP do Grande Prêmio dos Países Baixos de Motovelocidade.